# Södra Hallstahammar
Södra Hallstahammar är en tätort i Hallstahammars kommun i Västmanlands län och en del av Hallstahammar, belägen väster om Kolbäcksån sydväst om centrala Hallstahammar. Området räknades av SCB före 2018 som en del av tätorten Hallstahammar.